# Circuit de Charade
El circuit de Charade, conegut també com a circuit de Clermont-Ferrand, és un  circuit de curses de Sant Genèst de Champanèla, prop de Clarmont d'Alvèrnia. El traçat original recorria els vessants del volcà Puèi Domat (en francès, Puy-de-Dôme), al departament homònim, a una altitud mitjana de 800 m sobre el nivell del mar i feia servir carreteres normalment obertes al trànsit combinades amb trams construïts expressament. El nom li venia del llogarret de Charade (dins el municipi de Roiat), que travessava.
El circuit va acollir quatre edicions del Gran Premi de França de Fórmula 1 entre el 1965 i el 1972 i deu del Gran Premi de França de motociclisme entre el 1959 i el 1974.

## Història

### Antecedents
La idea d'habilitar un circuit en aquella zona es va proposat per primer cop el 1908 i es va recuperar un cop acabada la Primera Guerra Mundial, però va ser debades. El 1954, l'Association Sportive de l'Automobile Club d'Auvergne (ASACA), un grup d'entusiastes de Clarmont encapçalat per Jean Auchataire, es va comprometre a organitzar una cursa d'automobilisme pels carrers de la ciutat al juliol de l'any següent.
Aquell primer circuit urbà, de disseny vagament quadrangular, hauria començat a l'Avinguda de Brézet i hauria continuat per l'Avinguda de l'Agricultura, girant a la cruïlla i entrant al Boulevard St. Jean; a la següent cruïlla tornaria a girar a la dreta per a entrar a la sinuosa Avinguda Jean Mermoz i continuar més enllà per, després de dos girs més a la dreta, tornar a la meta. El desastre de Le Mans de 1955, però, esdevingut un mes abans de la projectada cursa, va provocar la prohibició de totes les curses de motor a França i, per tant, la de Clarmont no es va arribar a celebrar.

### El circuit original
A instàncies de la FFSA (Federació Francesa de l'Esport de l'Automòbil), l'any següent l'ASACA va endegar estudis de viabilitat per tal de crear un circuit que discorregués pels turons que envolten la ciutat en comptes de pel centre i de seguida es va pensar a fer-ho prop del Puèi Domat, més exactament pels voltants del Puy de Charade i el Puy de Grave Noire, prop del poble de Charade.

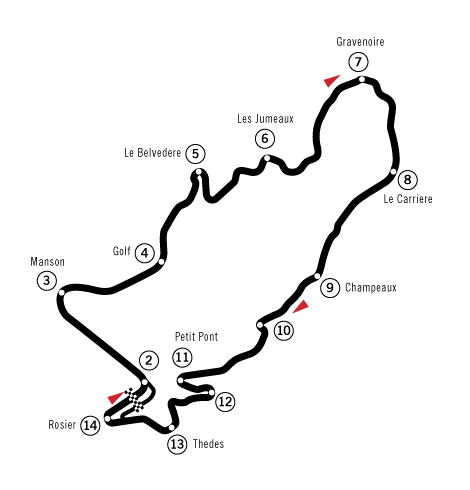
El circuit de Charade original

La primera proposta, formulada pel pilot Louis Rosier, ja incloïa bona part del que hauria estat el recorregut definitiu, però la manca d'espai per als boxs i la tribuna principal va donar lloc a una segona proposta, formulada pel president Auchataire, que ampliava la ruta cap a ponent fins a travessar els llogarrets de Thèdes i Manson, dins el municipi de Sant Genèst de Champanèla. Raymond "Toto" Roche, director de cursa del Circuit de Reims, però, els va convèncer que travessar els dos nuclis habitats era una bogeria perquè mai no haurien obtingut les autoritzacions necessàries i que fóra molt millor construir expressament el tram  del circuit on col·locar els boxs i la tribuna principal a la petita vall que hi ha entre la Roche Brune a l'oest i el Puy de Charade a l'est, obtenint així un recorregut intermedi entre els dos proposats anteriorment.
Les obres van començar el maig de 1957 i la inauguració va tenir lloc el 27 de juliol de 1958 amb una cursa de Fórmula 2 i les 3 Heures d'Auvergne per a cotxes de Gran Turisme (el primer Trophée d'Auvergne de la història). El circuit de Charade original, anomenat inicialment Circuit automobile de montagne d'Auvergne, mesurava 8,055 km, tenia 51 revolts i, gràcies a la marcada variació d'altitud i a les característiques dels revolts, en certa manera recordava Nürburgring. A causa de la dificultat per a garantir l'auxili en cas d'accident (es tractava, bàsicament, d'una carretera de muntanya i no hi havia més vies de servei al llarg de la pista), Charade va ser eliminat del calendari de la Fórmula 1 després del Gran Premi de França de 1972.

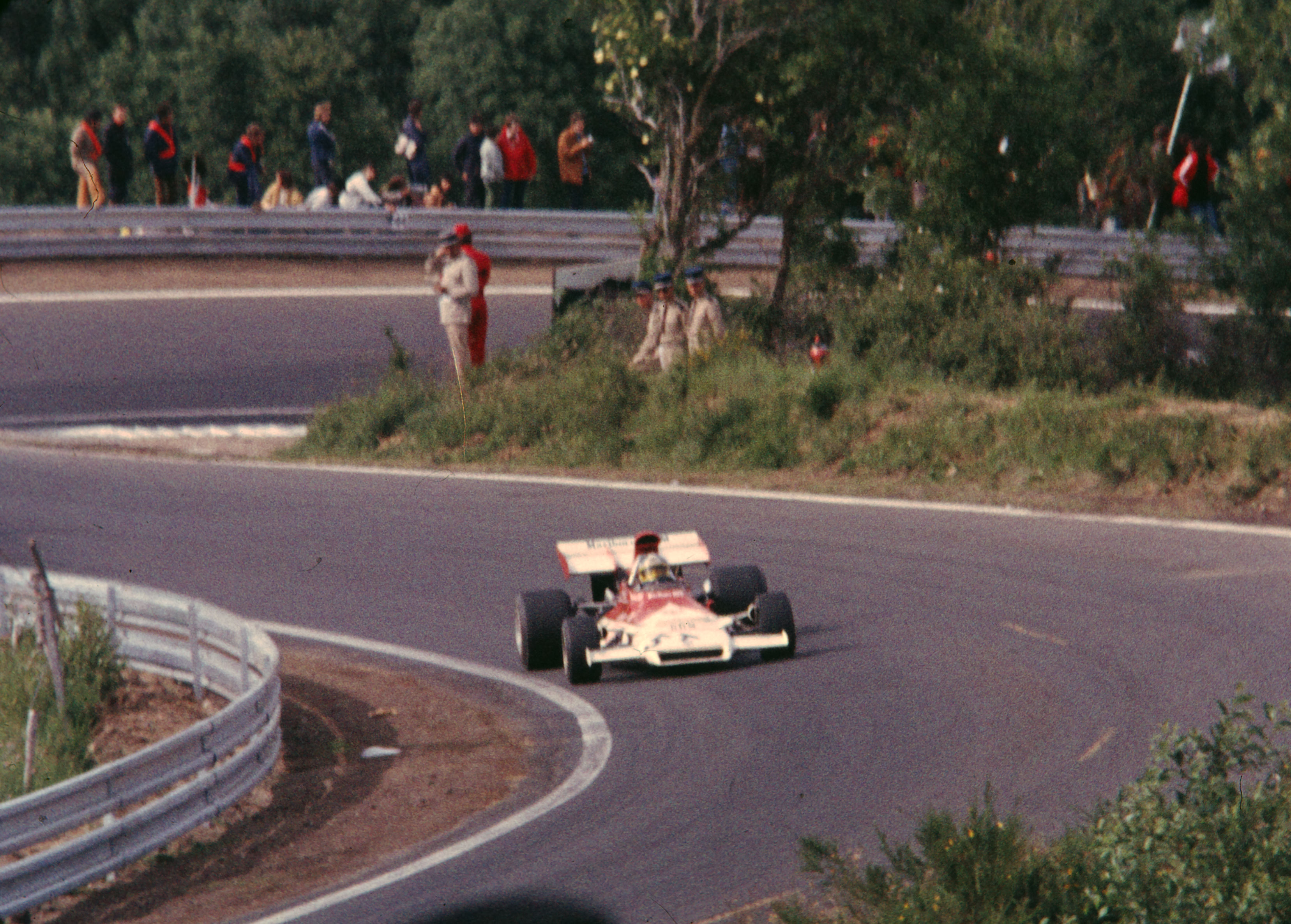
Jean-Pierre Beltoise durant el GP de França de 1972

Durant el Gran Premi de 1972, l'hàbit dels conductors de tallar revolts va provocar diverses punxades a causa del pas de les rodes per trams sense asfaltar plens de rocs i un d'aquests va ser recollit per les rodes del Lotus d'Emerson Fittipaldi i llançat contra el casc d'Helmut Marko, que el seguia de prop; ferit d'un ull, el pilot austríac va haver de posar fi a la seva carrera. A partir de 1973, el Gran Premi de França es va passar a disputar als circuits Paul Ricard i Dijon-Prenois de forma alterna. Pel que fa al de motociclisme, encara en va acollir una edició més el 1974, després de la qual, l'esdeveniment anà a parar també a Paul Ricard, alternant-se amb el Circuit Bugatti durant uns anys.
Després d'haver perdut la Fórmula 1, el circuit de Charade es va continuar emprant, en la seva versió original, per al Trophée d'Auvergne i per a diverses competicions de Fórmula 3 i cotxes esportius de turisme. El 1980, tres comissaris de pista van perdre-hi la vida quan el seu lloc d'observació va ser envestit pel cotxe d'un corredor. L'última cursa a l'antic circuit de Charade es va celebrar el 18 de setembre de 1988.

### El circuit actual
Al tombant de la dècada del 1980, el circuit es va renovar. La longitud es va reduir a 3,975 km mitjançant la creació d'una carretera d'enllaç aproximadament a la meitat de la recta després del primer revolt, la qual, després d'un pronunciat revolt, connecta directament amb el tram que ve immediatament després del Carrefour de Champeaux, un altre nucli de Sant Genèst de Champanèla (el revolt 10 del circuit clàssic), per un tram sinuós, on hi ha tres xicanes i forts pendents que recorren la via pública. La primera cursa en aquest nou traçat es va celebrar el 23 de juny de 1989.
Actualment, el circuit de Charade acull una autoescola i curses menors.

## Traçat clàssic

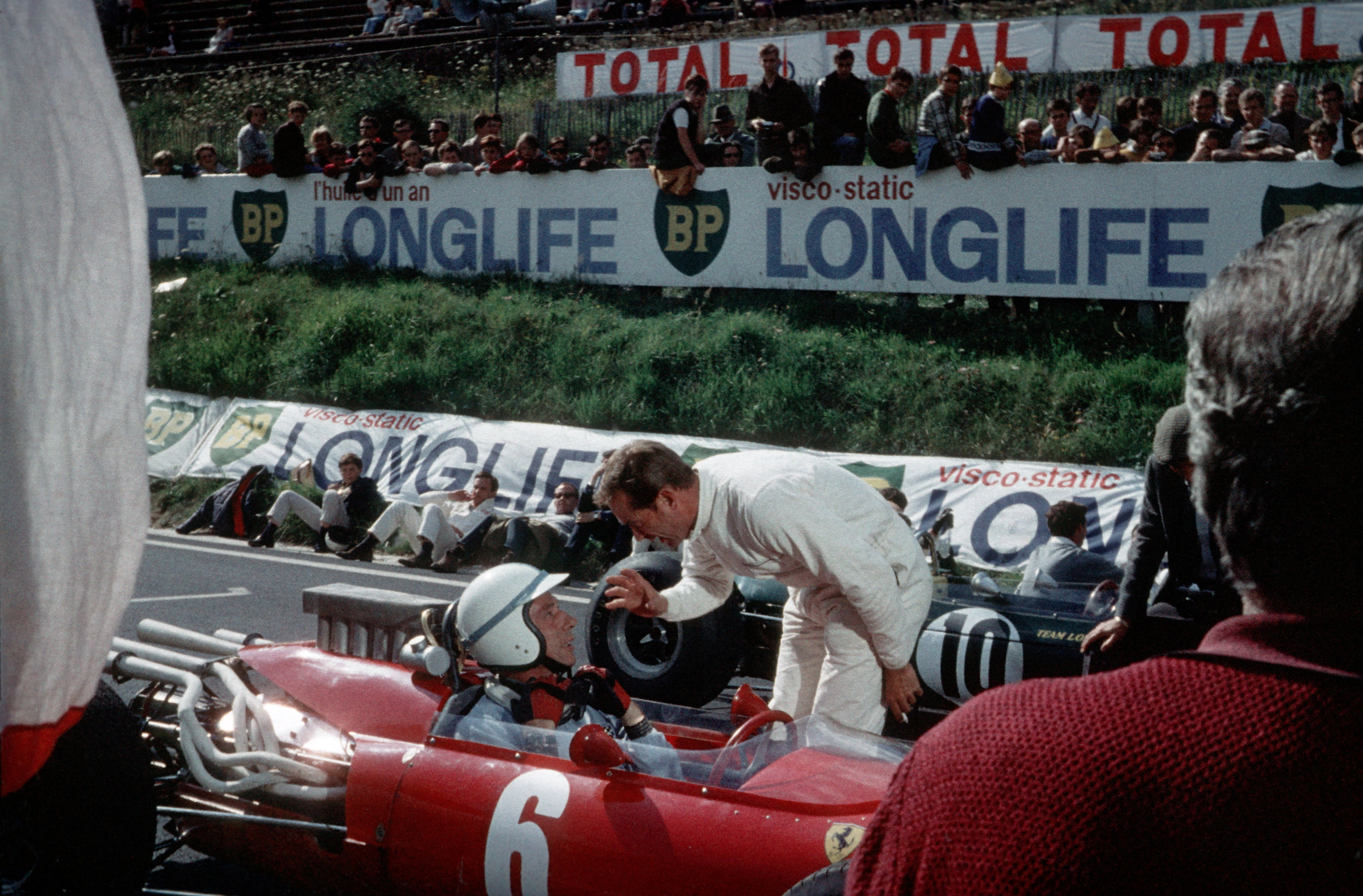
Yves Montand en una escena de la pel·lícula Grand Prix (1966)

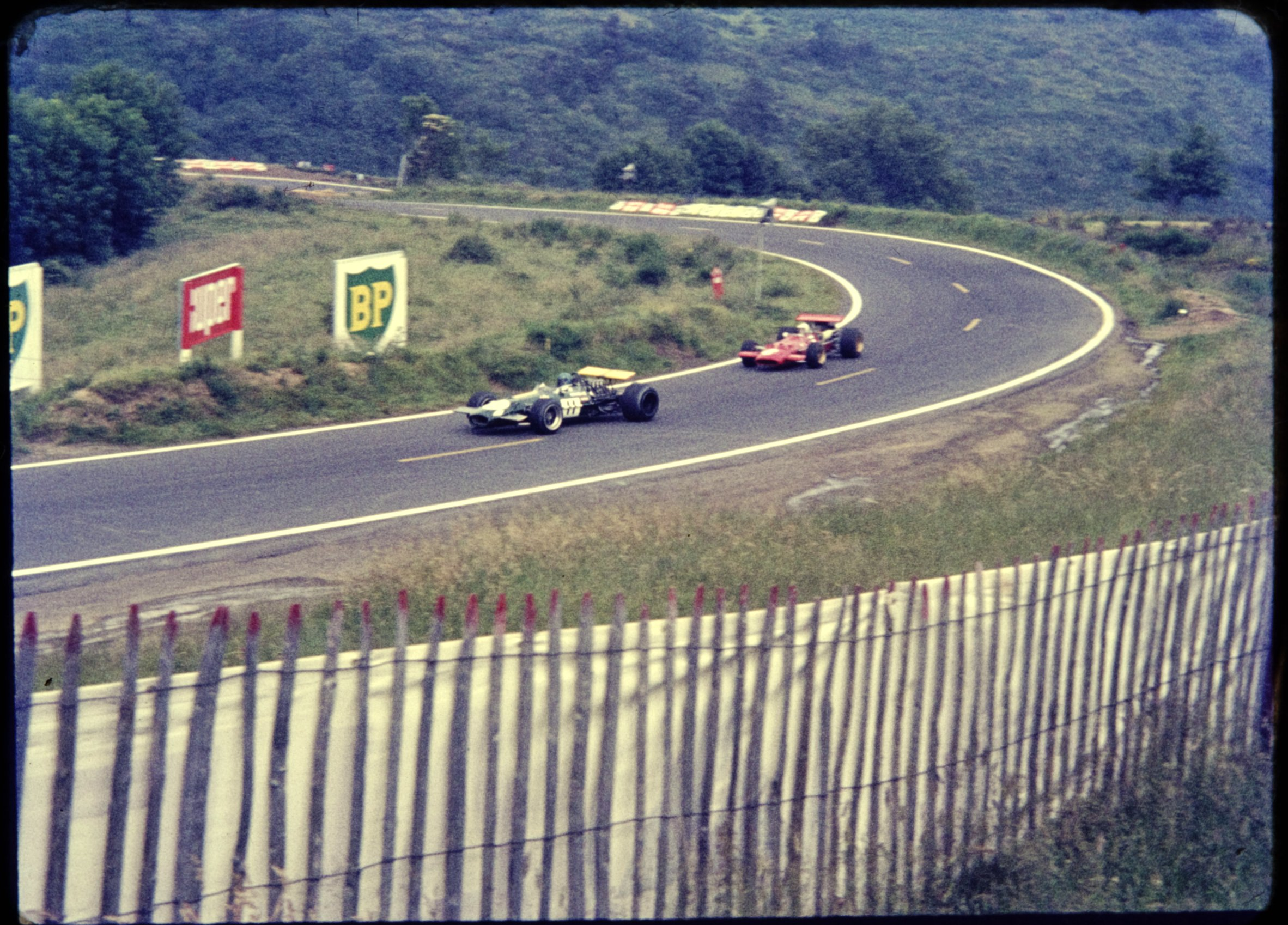
Jacky Ickx i Chris Amon al circuit durant el GP de França de 1969

El circuit clàssic, emprat fins al 1988, era llarg i complicat. A la curta recta inicial la seguia un revolt pronunciat a l'esquerra en angle recte que conduïa a la recta més llarga, un tram el desnivell del qual augmentava cada cop més fins a la Courbe de Manson (un revolt llarg i lleugerament ascendent a la dreta que es va crear expressament per a les competicions) i després anava vorejant l'antiga carretera des del nucli de Manson fins a Charade. Allà s'hi col·locava un mur de formigó armat per a protegir el poble i evitar que els pilots l'envaïssin  si perdien el control del vehicle.
El traçat encara seguia un tram ràpid amb revolts amplis en lleugera pujada i s'unia al sistema viari ordinari a l'encreuament amb l'entrada al poble de Charade (que no es travessava), on poc després el circuit baixava suaument cap a la Forquilla de La Belvedere. A partir d'aquí es desplegava el tram més enrevessat del circuit, amb revolts tancats i de baixada en ràpida successió, incloent Les Jumeaux (un parell de revolts propers amb una semblança enganyosa). Un cop superada aquesta part, el circuit mostrava el seu tram més ràpid, caracteritzat per una llarga successió de revolts molt ràpids i un traçat quasi pla, interromput només per l'estreta combinació esquerra-dreta del Virage de la Ferme (compartit per la pista actual) uns centenars de metres abans del revolt del Petit Pont, on la pista girava a l'esquerra pujant per la carena.
Al tram final hi havia el ràpid revolt del Tertre de Thèdes (on començava la carretera construïda expressament per al circuit), intercalat amb altres tres revolts de forquilla, l'últim dels quals (el Virage Louis Rosier) tenia un fort pendent cap a l'interior i desembocava a la recta de la línia de meta.

## Guanyadors del GP de França de F1 a Charade
| Temporada | Data        | Pilot Guanyador | Equip Guanyador | Resultats |
| --------- | ----------- | --------------- | --------------- | --------- |
| 1972      | 2 de juliol | Jackie Stewart  | Tyrrell - Ford  | Resultats |
| 1970      | 5 de juliol | Jochen Rindt    | Lotus - Ford    | Resultats |
| 1969      | 6 de juliol | Jackie Stewart  | Matra - Ford    | Resultats |
| 1965      | 27 de juny  | Jim Clark       | Lotus - Climax  | Resultats |